# Üzbegisztán a 2002. évi téli olimpiai játékokon
Üzbegisztán az egyesült államokbeli Salt Lake Cityben megrendezett 2002. évi téli olimpiai játékok egyik részt vevő nemzete volt. Az országot az olimpián 2 sportágban 6 sportoló képviselte, akik érmet nem szereztek.

## Alpesisí
Férfi
| Versenyző       | Versenyszám | 1. futam | 1. futam | 2. futam      | 2. futam      | Összesítés | Összesítés |
| Versenyző       | Versenyszám | Idő      | Hely.    | Idő           | Hely.         | Idő        | Helyezés   |
| --------------- | ----------- | -------- | -------- | ------------- | ------------- | ---------- | ---------- |
| Komil Urunbayev | Műlesiklás  | 1:04,09  | 49.      | nem ért célba | nem ért célba | kiesett    | kiesett    |

Női
| Versenyző         | Versenyszám | 1. futam | 1. futam | 2. futam | 2. futam | Összesítés | Összesítés |
| Versenyző         | Versenyszám | Idő      | Hely.    | Idő      | Hely.    | Idő        | Helyezés   |
| ----------------- | ----------- | -------- | -------- | -------- | -------- | ---------- | ---------- |
| Elmira Urumbayeva | Műlesiklás  | 1:14,51  | 48.      | 1:10,39  | 38.      | 2:24,90    | 38.        |

## Műkorcsolya
Férfi egyéni
- Roman Skornyakov
- Yevgeny Sviridov

Női egyéni
- Tatyana Malinina
- Nataliya Ponomaryova